# Артёменко, Прохор Герасимович
Прохор Герасимович Артёменко (1899—1988) — советский военачальник, контр-адмирал, участник Гражданской, советско-финской и Великой Отечественной войн.

## Биография
Родился 10 августа 1899 года[по какому календарю?] в Бердянске (ныне — Запорожская область Украины). В октябре 1917 года вступил в отряд Красной гвардии, сформированный в его родном городе. В 1920 году был призван на службу в Рабоче-Крестьянскую Красную Армию. Участвовал в Гражданской войне. После её окончания продолжил службу в Военно-морском флоте СССР. В 1922 году окончил военно-морские политические курсы, в 1926 году — Военно-морское политическое училище имени Рошаля, в 1932 году — курсы при Высшем военно-морском училище имени М. В. Фрунзе, в 1937 году — минно-торпедный отдел Специальных классов командного состава Военно-морского флота СССР. Служил на различных должностях на различных подводных лодках. С ноября 1937 года служил в Главном морском штабе Военно-морского флота. В сентябре 1940 года назначен помощником командира эсминца «Сердитый» Балтийского флота. Участвовал в советско-финской войне. В мае 1941 года принял командование над сторожевым кораблём «Беркут» Балтийского флота. Здесь он встретил начало Великой Отечественной войне.
С августа 1941 года командовал канонерской лодкой «Ока», позднее — минным заградителем «Урал», а в июле 1944 года возглавил штаб охраны водного района Островной военно-морской базы. С февраля 1945 года командовал 3-й бригадой траления Балтийского флота. Выполнил сотни боевых стрельб по противнику, в том числе в помощь сухопутным частям, ведущим бои на подступах к Ленинграду. Будучи командиром «Урала» в сложный период обороны Ленинграда, подготовил к отправке на фронт маршевую роту моряков. Десятки раз посылался на боевое траление различных районов Балтийского флота, успешно руководил постановкой сетей, операциями по эскортированию подводных лодок, проводке конвоев. Артёменко проводил многие суда через минированные акватории Моонзундских островов, Рижского залива, Ирбенского пролива, ни разу не допустив подрыва.
После окончания войны продолжал службу в Военно-морском флоте. Был на руководящих должностях на Балтийском и Северном флоте, затем заместителем начальника Управления госприёмки по малым надводным кораблям Военно-морского министерства. В 1949 году окончил академические курсы офицерского состава при Военно-морской академии. В апреле 1953 года был назначен начальником основного курса Военно-морской академии. В марте 1960 года был уволен в запас.
Умер 16 февраля 1988 года, похоронен на Волковском православном кладбище Санкт-Петербурге.

## Награды
- 2 ордена Ленина (23 декабря 1935 года, 21 февраля 1945 года);
- 4 ордена Красного Знамени (3 ноября 1944 года, 17 июня 1945 года, 23 февраля 1948 года, 15 ноября 1950 года);
- Орден Нахимова 2-й степени (22 февраля 1945 года);
- Орден Отечественной войны 1-й степени (6 апреля 1985 года);
- Орден Отечественной войны 2-й степени (8 июля 1944 года);
- Медаль «За оборону Ленинграда» и другие медали.